# Bauerloch
Das Bauerloch ist eine Karsthöhle am nördlichen Trauf der Schwäbischen Alb.

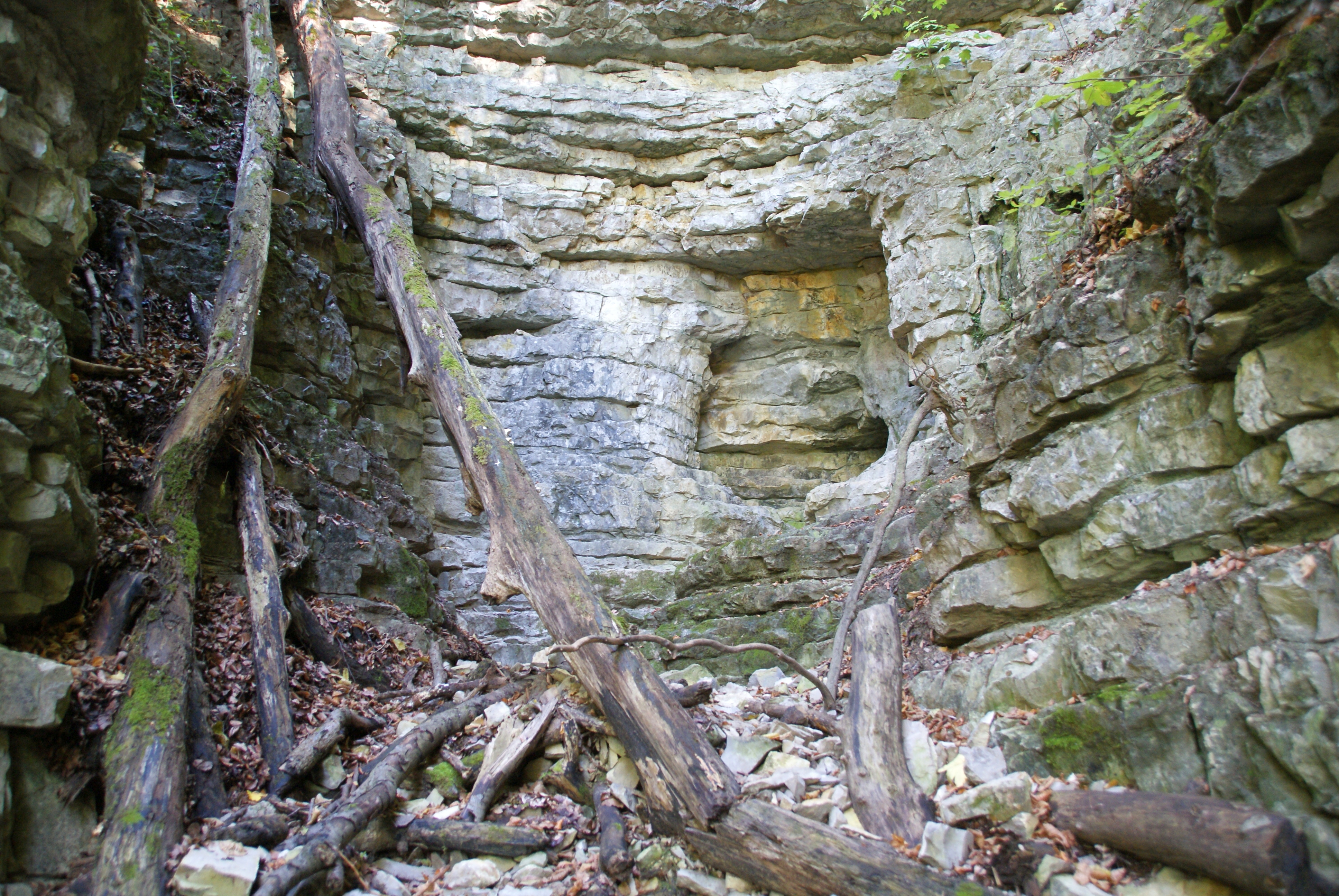
Bauerloch bei Neuffen

Der Eingang liegt im obersten Teil der Bauernlochschlucht nahe Neuffen im Landkreis Esslingen auf etwa 590 m über NN. Bei Starkregen und zur Schneeschmelze entspringt dem Eingang des Bauerlochs der Dürrenbach, große Teile der Höhle stehen dann ganz unter Wasser. In trockenen Zeiten tritt der Bach erst bei etwa 520 m über NN im unteren Teil des Tales zu Tage.
Das Befahren der Höhle ist aus diesem Grunde gefährlich.
Das Bauerloch ist unter der Nummer 13634/934 als Geotop geschützt und unter dem Namen Bauerlochhöhle und Magerrasen im Gewann Bauerlochberg mit der Schutzgebietsnummer 811-60462912 auch als Naturdenkmal.